# MCRIP2
MCRIP2 (англ. MAPK regulated corepressor interacting protein 2) – білок, який кодується однойменним геном, розташованим у людей на 16-й хромосомі. Довжина поліпептидного ланцюга білка становить 160 амінокислот, а молекулярна маса — 17 828.
| 10         |  | 20         |  | 30         |  | 40         |  | 50         |
| ---------- |  | ---------- |  | ---------- |  | ---------- |  | ---------- |
| MYTITKGPSK |  | LVAQRRTGPT |  | QQQVEGRLGE |  | LLKCRQPAPP |  | TSQPPRAQPF |
| AQPPGPWPLS |  | SPGPRLVFNR |  | VNGRRAPSTS |  | PSFEGTQETY |  | TVAHEENVRF |
| VSEAWQQVQQ |  | QLDGGPAGEG |  | GPRPVQYVER |  | TPNPRLQNFV |  | PIDLDEWWAQ |
| QFLARITSCS |  |            |  |            |  |            |  |            |

A: Аланін

C: Цистеїн

D: Аспарагінова кислота

E: Глутамінова кислота

F: Фенілаланін

G: Гліцин

H: Гістидин

I: Ізолейцин

K: Лізин

L: Лейцин

M: Метіонін

N: Аспарагін

P: Пролін

Q: Глутамін

R: Аргінін

S: Серин

T: Треонін

V: Валін

W: Триптофан

Кодований геном білок за функцією належить до фосфопротеїнів. 
Задіяний у таких біологічних процесах, як ацетилювання, альтернативний сплайсинг, метилювання. 
Локалізований у цитоплазмі, ядрі.